# Максимилијан Јозеф, војвода у Баварској
Максимилијан Јозеф (4. децембар 1808. – 15. новембар 1888.), познатији као Макс, био је члан немачке краљевске породице Вителсбах и велики љубитељ немачке народне музике. Данас је у историји познат као отац Елизабете Баварске, која је склапањем брака са царом Аустрије Францом Јозефом постала царица Аустрије, а касније Аустро-Угарском нагодбом из 1867. године и апостолска краљица Угарске. Такође је био и отац Марије Софије од Баварске, последње краљице Краљевства Две Сицилије и прадеда Леополда III Белгијског.

## Живот
Рођен је у Бамбергу. Његова жена је била принцеза Лудовика Купио је Посенхофен дворац 1834. на Штарнбершком језеру у коме је провео велики део свог живота и који му је био примарна резиденција. Од свог деде војводе Вилхелма Баварског је наследио замак Банц, који је Вилхелм купио за време док је Максимилијан Јозеф био жив, за време секуларизације. Такође је поседовао самостан Тегернсу, некадашњи манастир, коју је добио од свог таста, краља Максимилијана I Јозефа.
Преминуо је у 79. години живота, а његови посмртни остаци и посмртни остаци његове жене почивају у породичној гробници у Тегернси.

### Музика
Био је изузетно заинтересован за баварску фолк музику и баш он је био један од најзначајнијих политичких личности која је утицала на увођење цитре у династичким и племићким круговима Баварске. Цитру је и сам феноменално свирао и компоновао је музику за њу. Чак су му дали и надимак Зитер-Максл који се односи на баш овај инструмент.
Његове композиције су сабране у делима: Die im Druck erschienenen Kompositionen von Herzog Maximilian in Bayern: Ländler, Walzer, Polka, Schottisch, Mazurka, Quadrillen und Märsche für Pianoforte, Zither, Gitarre oder Streichinstrumente (München: Musikverlag Emil Katzbichler, 1992).

### Блиски исток
Ишао је на излет на Блиски исток 1839. године. Чак је и написао књигу о томе. Приликом пењања на Кеопсову пирамиду он и његови следбеници су јодловали исто као што Немци јодлују приликом пењања на Алпе, што је привукло изузетну пажњу локалног становништва. Купио је неколико малишана на робовласничком маркету које је касније ослободио. Приликом посете Јерусалиму дао је новац за реконструкцију Цркве Бичевања у Јерусалиму на основу средњовековних рушевина које су на управу дате Фрањевцима само годину дана раније. 